# 东方红1型内燃机车
东方红1型内燃机车，原称卫星型内燃机车、NY1型内燃机车，是中国铁路使用的内燃机车車型之一，也是中国第一代液力传动内燃机车的代表车型。卫星型内燃机车是由青岛四方机车车辆厂于1958年开始设计、1959年试制成功的液力传动干线客运内燃机车，经过多次试验和改进后于1965年进行了整图和定型设计，于1966年定名为东方红1型内燃机车并投入批量生产，至1972年停产为止共生产106台。东方红1型内燃机车曾经配属北京机务段、广州机务段和灵丘机务段，1977年以后除了北京机务段留有5台机车用于专运外，其余机车全部集中配属于山海关机务段，成为当时津山铁路、沈山铁路的主力客运机车。
东方红1型内燃机车是采用双机组设计液力传动内燃机车，早期生产的机车装有两台910马力的12V175Z型四冲程高速柴油机（部分机车装用12V180Z型高速柴油机），机车构造速度为140公里/小时。从1968年生产的4275号机车开始改用两台1050马力的12V175ZL型柴油机，机车构造速度为120公里/小时。机车上并装有两套功率各为1000马力的SF3010-1型多循环圆式液力传动装置。

## 发展历史

### 开发背景

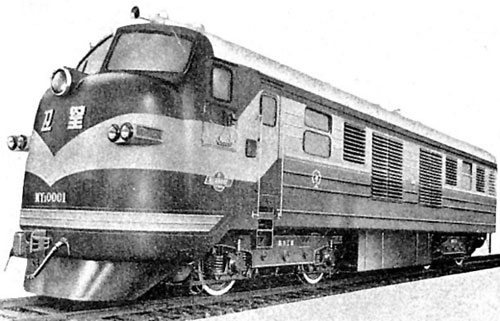
卫星型内燃机车

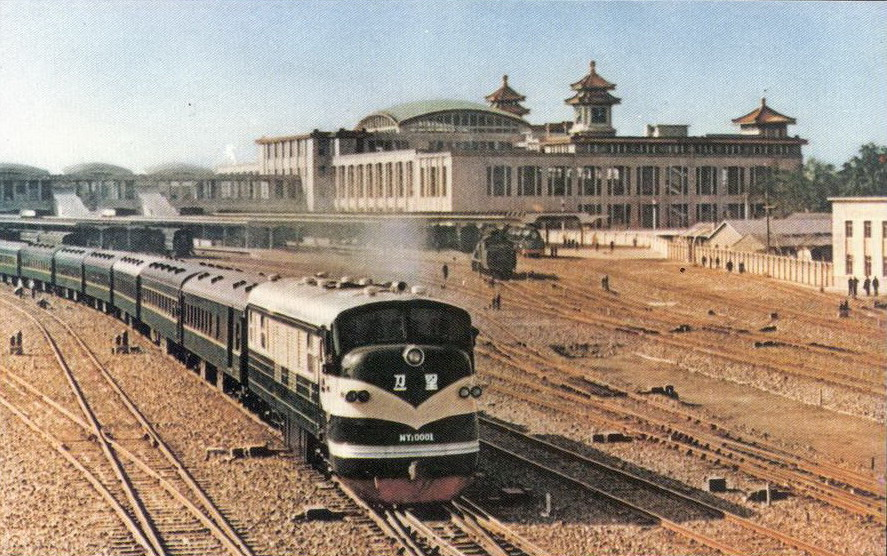
卫星型0001号机车牵引列车从北京站出发 (1959年)

1950年代，中国开始踏上铁路牵引动力内燃化和发展国产内燃机车的道路。1956年8月，由铁道部铁道科学研究院编制的中国首个铁路科技发展规划——《1956年—1967年铁道科学技术发展远景规划》在全国铁道科学工作会议上讨论通过，指出“技术政策的中心环节是牵引动力改革，要迅速地、有步骤地由蒸汽机车转到电力机车和内燃机车上去”，从此确定了牵引动力改革的方向。1956年至1958年，第一机械工业部机车车辆研究所、铁道部铁道科学研究院展开一系列的课题研究，通过技术人员的培养和技术资料的研究，初步掌握了内燃机车的工作原理、设计方法和试验方法，完成了发展内燃机车的前期准备工作。
1958年起，在大跃进运动形势的推动下，铁道部各主要机车制造和修理工厂纷纷掀起“争取生产内燃机车”的热潮，包括长辛店机车车辆工厂试制的建设型内燃机车、大连机车车辆工厂试制的巨龙型内燃机车、戚墅堰机车车辆工厂的先行型内燃机车。在上述这几种电力传动内燃机车当中，除了仿制苏联TE3型机车的巨龙型内燃机车以外，建设型内燃机车和先行型内燃机车都在动力与传动装置的配套上遇到了困难。由于中国当时动力机械工业的大型电机制造能力和技术水平还比较落后，无法提供与机车柴油机转速和功率相匹配的发电机，建设型内燃机车和先行型内燃机车只能在柴油机和发电机之间增设一个减速齿轮箱。四方机车车辆厂在着手设计时也遇到同样障碍后，根据“液力传动和电力传动并举”的方针，决定冒着风险采用液力传动技术。

### 研制过程
1958年6月，四方机车车辆厂与大连机车车辆研究所、上海交通大学、集宁机务段等组成联合设计组，开始研制东风型液力传动双层摩托列车。1958年7月8日，戚墅堰机车车辆工厂与四方机车车辆厂、上海铁路局、上海交通大学、上海柴油机厂、无锡柴油机厂、上海电机厂等单位在上海市成立了内燃机车协作组，经过协商后决定由戚墅堰机车车辆工厂与上海交通大学、上海铁路局、无锡柴油机厂、上海电机厂等单位共同研制2000马力电传动内燃机车 (先行型内燃机车)，而四方机车车辆厂与上海柴油机厂等单位负责研制2000马力液力传动内燃机车 (卫星型内燃机车)。1958年7月18日，四方机车车辆厂完成了东风型摩托列车组的设计工作，并立即着手研制卫星型内燃机车。1958年10月，在大连机车车辆研究所、铁道部科学研究院、上海交通大学、北京工业学院等单位共同协作下，四方机车车辆厂完成了机车图纸设计并投入试制。
1959年3月25日，大连机车车辆研究所负责设计试制的液力传动装置开始进行台架试验。1959年4月10日，第一台原型车在四方机车车辆厂试制成功，以具有大跃进时代色彩的“卫星型”命名，车型代号NY1，其中“N”代表内燃机车、“Y”代表液力传动、“1”代表第一种型号。卫星型机车是2000马力的液力传动干线客运内燃机车，许多方面均借鉴自当时手执液力传动技术牛耳的联邦德国，尤其柴油机及传动装置参考了德国联邦铁路V200型柴油机车。机车装用两台1000马力的12V175型高速四冲程柴油机，由上海柴油机厂、上海内燃机研究所、上海交通大学、无锡动力机厂共同试制，是德国戴姆勒-奔驰MB 820 Bb型柴油机的仿制产品。而传动系统则采用了模仿福伊特的多循环圆液力传动装置。当时在关于液力传动装置型式结构的选用问题上曾经有一场争论，应选用福伊特的多循环圆结构还是迈巴赫的米基德罗型单循环圆复合式结构，由于福伊特多循环圆结构相对简单、维护方便，且换档时对牵引力影响较小，而最终决定采用福伊特型液力传动装置。
1959年4月14日，卫星型内燃机车（NY1-0001）在胶济铁路四方站至蓝村站之间进行第一次试运行；同年5月15日，机车完成第二次试运行后返厂解体检查，并对液力传动装置进行可靠性试验和各项改进。1959年5月至6月，全苏铁道运输科学研究院内燃机车研究所所长富弗良斯基访华，参加了TE1G型煤气内燃机车的试验总结及卫星型柴油机车的设计审查。同年6月初，四方机车车辆厂就卫星型机车的试制召开了会议，富弗良斯基发表讲话并指出中国研制液力传动内燃机车的速度出乎他的意料，不仅技术上达到了当时世界先进水平，而且培养了大批液力传动内燃机车设计与制造方面的技术人员。
1959年10月国庆节期间，卫星型柴油机车与戚墅堰机车车辆工厂的先行型柴油机车、大连机车车辆工厂的巨龙型柴油机车、株洲机车车辆工厂的韶山型电力机车一同前往在北京展览馆展出，并于同年12月参加第二次全国工业交通展览会。1959年11月12日，时任全国人大常委会副委员长、中国科学院院长郭沫若前往北京环形铁道视察这几种新机车并亲自题诗祝贺：“电掣风驰今在眼，巨龙追逐卫星奔。韶山初见星星火，此日已经燎大原”。在大跃进运动期间仓促上马的几种内燃机车，由于设计经验不足和制造工艺落后，这几种机车的性能和质量均不尽如人意。经过多年的试验改进后，只有巨龙型和卫星型得以定型并投入批量生产，也就是后来的东风型内燃机车和东方红1型内燃机车。而建设型和先行型机车仅经过初步试验，而未能投入批量生产和正式使用。

### 试验改进
1960年，NY1-0001号机车已经试运行3600余公里，后来由于柴油机曲轴发生裂纹而中断试验。1961年，四方机车车辆厂根据第一台机车的试验结果，采用了经过改进的液力传动装置和中间齿轮箱等，试制了第二台卫星型机车（NY1-0002号机车）。NY1-0002号机车出厂后经过多次运行试验，最高试运速度达到100公里/小时（设计构造速度为140公里/小时，因受线路条件限制，没有试验更高速度），柴油机最大运用功率达800马力（设计为1000马力），液力传动装置效率达0.81（设计为0.86），虽然尚未完全达到设计指标，但机车运作情况良好。1961年至1962年期间，为了挽救大跃进造成的机车车辆大量失修的局面，铁道部要求机车车辆工厂“由造转修”，集中力量进行机车车辆养护维修工作，这段时间的内燃机车研制工作进展亦较为缓慢。
1963年8月，随着铁路机车车辆失修状况开始有了明显好转，为了组织内燃机车和电力机车的生产会战，铁道部机车车辆工厂管理总局会同国家计委、国家经委、国家科委、一机部、三机部、五机部等部委，成立了“大功率牵引动力内燃化、电气化领导小组”，以解决内燃机车和电力机车的选型、定点、配套、协作等问题，目标是在两三年内达到批量生产的水平。同时，国家经委并将内燃机车和电力机车列为国家新产品试制重点项目。1963年9月，国家计委、国家科委、铁道部、铁科院的领导以及有关的主要工程技术人员等前往青岛，对四方机车车辆厂试制液力传动柴油机车的情况作了实地考察，并在胶济铁路青岛至济南区间参加了一次运行试验。考察结束后，领导小组向副总理薄一波、聂荣臻呈交的报告中，明确提出“首先应发展内燃牵引，而发展内燃牵引，必须在继续研究试制电力传动内燃机车的同时，大力研究试制液力传动内燃机车”。
为了解决卫星型机车的柴油机供应问题，领导小组决定先从西德进口少量高速柴油机，以便在国产柴油机未定型生产前，使用进口柴油机试验液力传动装置及车体结构等；同时，加快四方机车车辆厂的12V175Z型柴油机的试制工作，为日后的生产做好准备；抓紧上海柴油机厂12V180Z型柴油机的定型工作，争取在1965年定型投产。1964年，四方机车车辆厂根据领导小组提出的机车选型方案，研制了红星型液力传动调车柴油机车，作为研制液力传动干线柴油机车的练兵产品。1965年，四方机车车辆厂建成了内燃机车综合试验台、大功率试验台和小功率试验台，并成功试制了工厂第一台12V175Z型柴油机。年内，四方机车车辆厂改进了卫星型机车的司机室钢结构和隔音减震装置，先后生产了NY1-0003、NY1-0004号两台卫星型机车，其中NY1-0003号机车装用了从西德订购的MB 820 Bb型柴油机，而NY1-0004号机车则装用四方机车车辆厂自己制造的12V175Z型柴油机。

### 定型投产

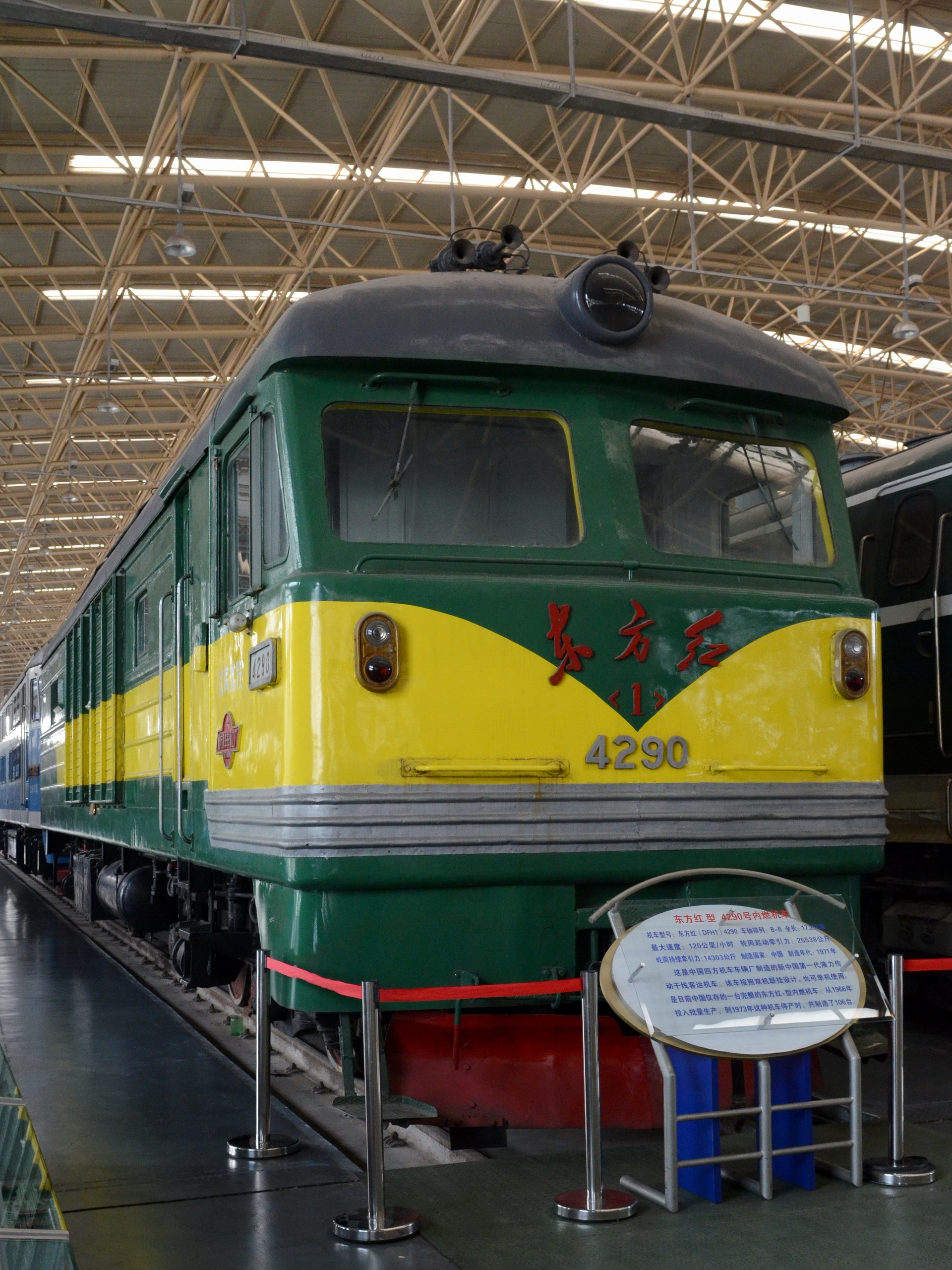
东方红1型4290号机车

四方机车车辆厂对卫星型内燃机车进行了多年的反复试验及改进之后，先后解决了液力传动装置换档不灵、油温过高、变矩器效率过低等问题，于1966年完成了第三次调整设计方案并上报铁道部要求鉴定。与此同时，文化大革命开始之后多种铁路机车都改取富有“革命”气息的名称，卫星型内燃机车亦改称为东方红1型内燃机车，自此掀开了中国铁路以“东方红”命名的液力传动内燃机车家族的生产历史。根据铁道部工业总局的指示，四方机车车辆厂于1966年下半年停止生产蒸汽机车，开始批量生产已定型的东方红1型内燃机车，机车车号序列从4205号开始，而之前生产的四台机车的车号也更改为4201～4204。1972年5月，随着新一代的东方红3型内燃机车研制成功，东方红1型柴油机车亦宣告停产。从1958年到1972年，四方机车车辆厂生产了共106台东方红1型内燃机车（4201～4306）
与在1966年之前试制的卫星型内燃机车相比，正式定型的东方红1型内燃机车在车体结构和传动装置都有所变化。动力装置主要采用四方机车车辆厂制造的12V175Z型柴油机，少量机车装用上海柴油机厂提供的12V180Z型柴油机；为了提高柴油机的可靠性和使用寿命，将柴油机最大运用功率由1000马力降至910马力。此外，又重新设计了司机室外形，取代了之前使用的流线型车头，既简化了结构和生产过程，又改善乘务员嘹望条件，同时令司机室空间更为宽敞。传动装置采用经过改进的SF3010-1型液力变速箱，当中的液力变扭器型号也在生产过程中经历多次变更。从1968年生产的4275号机车开始，又改用带中冷器的12V175ZL型柴油机，最大运用功率提高至1050马力，机车最高速度从140公里/小时降至120公里/小时。

### 运用历史

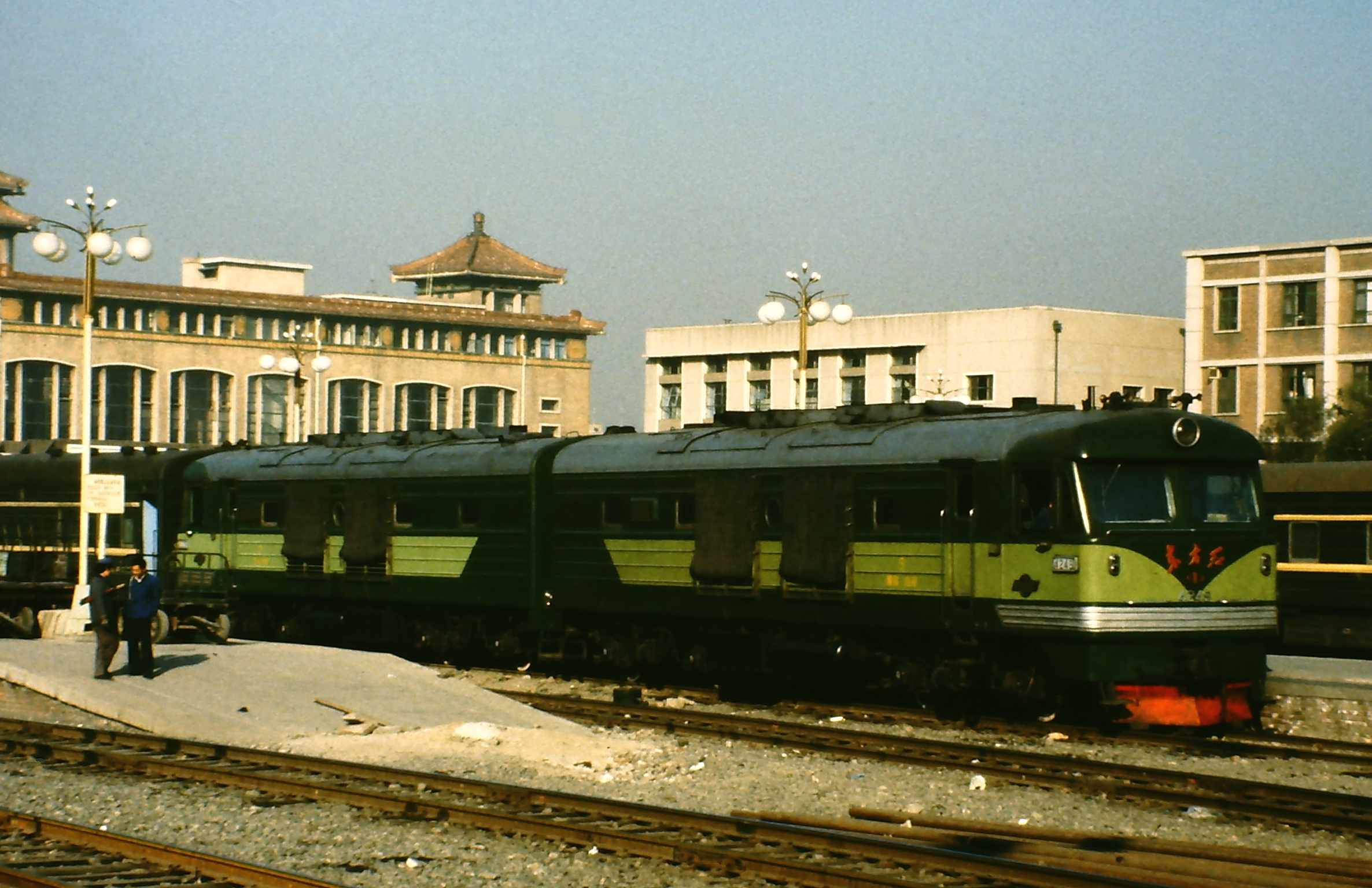
在北京站的东方红1型4245号内燃机车 (1984年)

1966年9月，东方红1型4203号机车首先配属北京铁路局北京机务段投入运用。1968年，锦州铁路局山海关机务段开始从蒸汽机车货运段向内燃机车客运段过渡，同年7月20日配属首批5台东方红1型内燃机车，担当津山铁路的旅客列车牵引任务。1971年，北京机务段和山海关机务段的东方红1型内燃机车配属数量已经分别达到29台、56台。从1970年代起至1980年代初，东方红1型内燃机车曾经是津山铁路和沈山铁路的主力客运机车，主要牵引北京站经由津山铁路天津站至沈阳站区段的旅客列车、国际列车以及领导人专列，通常采用双机联挂。
1970年10月1日，广州铁路局广州机务段配属东方红1型内燃机车，用于牵引廣深鐵路广州站至深圳站间的旅客列车，到1972年广州机务段配属东风型内燃机车后，东方红1型内燃机车全部调往其他路局。1971年，随着京原铁路建成通车，太原铁路分局灵丘机务段投入使用，同年配属东方红1型内燃机车3台，至1972年增加到9台，担当灵丘站至原平站间客货列车牵引任务。1976年，灵丘机务段增配新造的东风4型内燃机车，该段的东方红1型内燃机车调往山海关机务段。
1977年，北京机务段开始大量配属北京型内燃机车，除了用于牵引专列的5台机车仍然留在北京机务段，其余的东方红1型内燃机车全部集中配属山海关机务段。截至1978年末，扣除已报废的6台机车（4201～4204、4209、4210），山海关机务段配属东方红1型机车共95台。当时，除了山海关站经由津山铁路天津站至至济南站区间的三对交路由NY7型内燃机车担任外，山海关机务段的其余机车交路全部由东方红1型内燃机车担任，包括山海关站至沈阳站、北京站、彰武站的所有旅客列车。机车的架修、定修任务由山海关机务段担负，而厂修则是在沈阳机车车辆厂进行。东方红1型内燃机车经过长期的运用考验，机务部门普遍认为该型机车设计合理、维护简便，也很少发生故障。据山海关机务段的统计数字，1970年至1981年东方红1型机车的临修率为每十万公里3.3件，1979年至1981年的机破率仅为每十万公里0.007件。
1987年3月，铁路部开始将东风4B型内燃机车配属给山海关机务段。鉴于当时沈阳铁路局所管辖的许多干线仍然采用蒸汽机车牵引，因此将淘汰下来的东方红1型内燃机车调往其他机务段使用，包括锦州机务段、梅河口机务段、通化机务段、通辽机务段等。1987年，通辽机务段配属30台东方红1型内燃机车，担当通霍铁路煤炭列车的牵引任务。1989年4月起，东方红1型机车配属通化机务段和临江机务折返段，投入鸭大铁路浑江站至临江站区段运用。同年，大连机务段配属东方红1型内燃机车，用于牵引金庄铁路、旅顺支线的客货列车，替换建设型蒸汽机车。1989年，东方红1型内燃机车正式全面退出沈山铁路，1998年，东方红1型内燃机车全部停运报废。

## 技术特点

### 总体布置

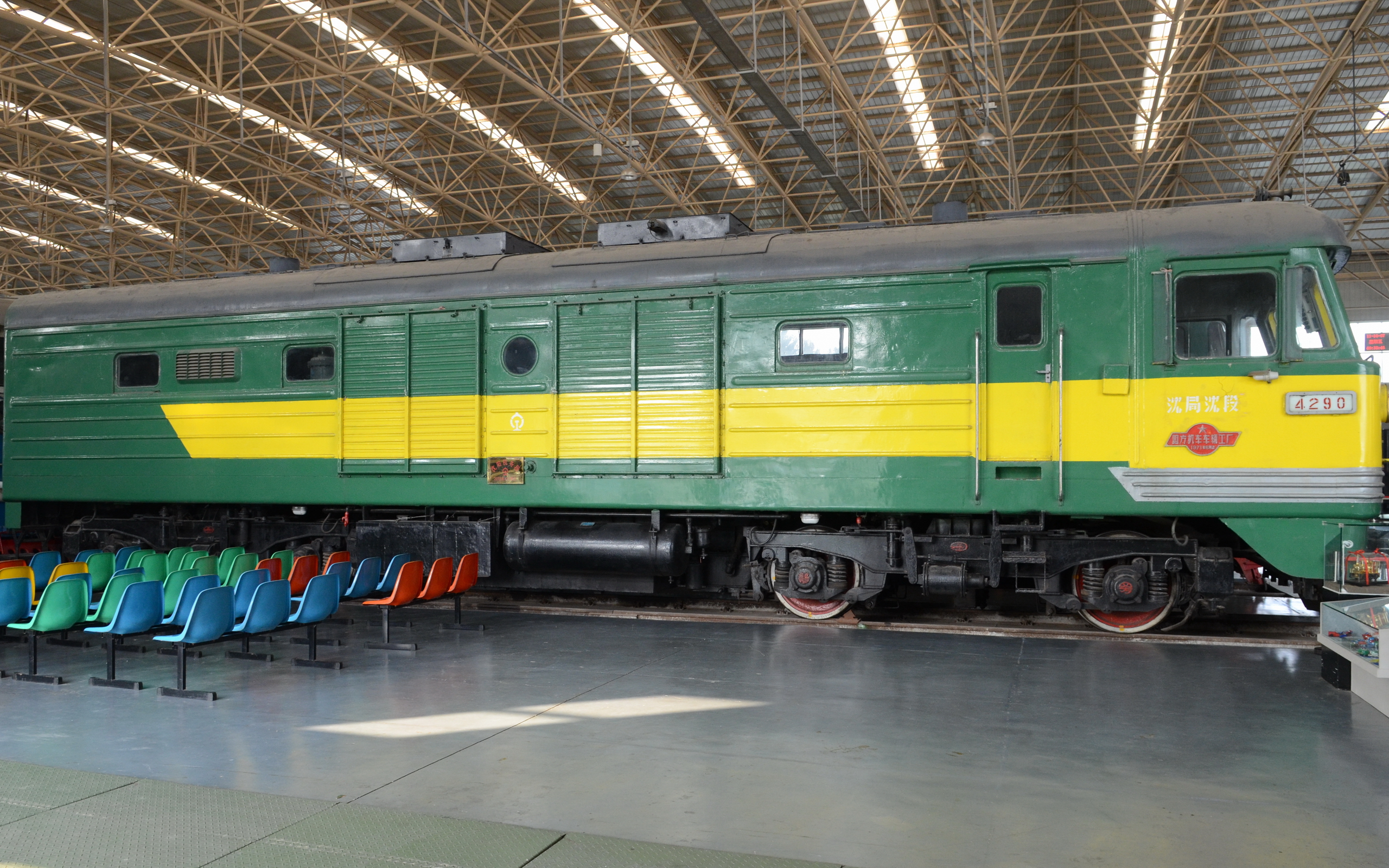
车体侧面

东方红1型柴油机车是干线客运用的液力传动柴油机车，按照双机联挂运用条件设计，需要时也可单机使用。机车采用单司机室的桁架式侧壁承载车体，车体由底架、侧墙、端墙、车顶、车头等钢结构焊接而成。侧墙采用压根钢板制成以提高刚度。车体后端设有端门和通过台，以便双机连挂时供司机通行。
司机室位于车体前端，当两台机车重联连挂使用时，可由任一机车的司机室操纵机车。4201～4204号机车采用整体圆弧过渡的流线型车头，前窗玻璃采用两块有机玻璃制成。4205号以后的量产车采用了重新设计的车头外形，结构和制造比原来的流线型车头简单，并在车体长度不变的条件下使司机室更加宽敞；前窗改用双层钢化玻璃以提高安全性，并加大了前窗和侧窗尺寸以便嘹望。
动力室位于司机室后部，内装有两套完全相同、对称布置，而又相互独立的动力传动装置，亦可根据需要使用其中一套进行牵引作业，每套动力机组包括一台柴油机及一组液力传动装置。动力室内靠近车体中部位置设有散热器和冷却风扇，风扇由液力传动箱输出轴经万向轴驱动。除此之外，动力室内还装有空气压缩机、冷却水泵、辅助发电机、传动油热交换器、燃油滤清器、燃油预热器、预热锅炉等辅助设备。动力室车顶部分设有可拆式顶盖，以便检修和吊装柴油机等大型部件。燃油箱设置于车体下方两台转向架之间。4201～4204号机车在动力室尾端设有总风缸和厕所，而4205号以后的量产车则取消了厕所，总风缸移至车底。

### 柴油机
4201～4202号机车装用上海柴油机厂制造的12V175Z型柴油机，4203号机车装用从西德订购的梅赛德斯-奔驰MB 820 Bb型柴油机，4204～4274号机车大多装用四方机车车辆厂制造的12V175Z型柴油机，当中亦有少数机车装用上海柴油机厂制造的12V180Z柴油机。4275～4305号机车装用四方机车车辆厂制造的12V175ZL型柴油机。4306号机车装用四方机车车辆厂制造的12V180ZL型柴油机，用作线路试验。
12V175Z型柴油机是上海柴油机厂、上海内燃机研究所、上海交通大学、无锡柴油机厂、无锡动力机厂于1959年共同试制的高速柴油机，这是中国研制国产高速大功率增压柴油机的开端。该型柴油机是仿制西德的梅赛德斯-奔驰MB 820 Bb型柴油机（即MTU MB 12 V 493型柴油机，被广泛应用于德国联邦铁路V200.0型柴油机车）。1961年，经国家经委协调，基本试制成功的12V175Z型柴油机转交铁道部四方机车车辆厂生产。12V175Z型柴油机为四冲程、12气缸、预燃室式、废气涡轮增压的V型高速柴油机，曲轴用铜钼合金球铁或全纤维锻造合金钢制成，采用废气涡轮脉冲增压系统，装用天津机车车辆机械厂生产的35GP602型增压器。气缸直径为175毫米，活塞行程为205毫米，气缸夹角为60°，额定转速为每分钟1500转，标定功率为1000马力（735千瓦）。在4201～4204号机车上的装车功率为1000马力，在4205号以后量产车为910马力。单位燃油消耗率为<175克/有效马力·小时。
12V175ZL型柴油机是由四方机车车辆厂在12V175Z型柴油机基础上，加装增压空气中间冷却器（中冷器），使柴油机平均有效压力由996kPa提升至1010kPa，装车功率提高至1050马力（735千瓦）。
12V180Z型柴油机是由上海柴油机厂设计制造的高速柴油机，仿制自苏联的М-50 Ф-3型柴油机，于1962年10月试制成功、1965年投入批量生产。12V180Z型柴油机为四冲程、12气缸、涡轮增压的V型高速柴油机，气缸直径180毫米，活塞行程205毫米，额定转速为每分钟1500转，标定功率为1000马力（735千瓦），装车功率为910马力。
12V180ZL型柴油机是因应援助坦赞铁路需要，由四方机车车辆厂设计制造，以上海柴油机厂的12V180型船用柴油机为基础，于1969年研制成功的高速柴油机，应用于援助坦赞铁路的DFH1、DFH2型柴油机车，以及用于国内的东方红3型柴油机车。该型柴油机为四冲程、12气缸、预燃室式、涡轮增压、带中冷器的V型高速柴油机，气缸直径180毫米，活塞行程205毫米，额定转速为每分钟1500转。

### 传动系统
东方红1型柴油机车采用双机组设计，每套传动装置由液力变速箱、中间齿轮箱、车轴齿轮箱、万向轴等部件组成。柴油机发出的功率通过第一万向轴输入液力变速箱，然后扭矩从液力变速箱的下部输出法兰，经第二万向轴输入设于转向架中部的中间齿轮箱，再从中间齿轮箱的两端输出，将扭矩经第三、四万向轴传送给前后两个车轴齿轮箱，从而驱动轮对并产生牵引力。
液力变速箱通过螺栓安装在与车架相连的安装架上，采用仿福伊特的多循环圆式结构，内装有一个起动变扭器（第一变扭器）和两个结构相同的运转变扭器（第二、三变扭器）。柴油机的功率经输入轴输入，经增速齿轮驱动泵轮轴，泵轮轴上安装有三个变扭器的泵轮。由于第一和第二变扭器的高效区互相衔接，因此其涡轮用空心轴连接在一起，并共用一个减速齿轮输出。第三变扭器的涡轮有单独一个输出齿轮。
在东方红1型机车的试制和生产过程中，液力传动装置也经过了多次改进。4201～4204号机车使用SF3010型液力变速箱，其中4201～4202号机车使用B3型起动变扭器和B4型运转变扭器，司机以电—风遥控进行手动换档。4203～4204号机车使用B5型起动变扭器和B4型运转变扭器，采用离心式自动换档装置。
从4205号机车开始则改用SF3010-1型液力变速箱，主要变化包括调整了变速箱控制阀位置，换向机构以风动合齿机构取代变扭器微量充油等。变扭器型号经历了多次转变，传动效率亦日渐提高，先后使用过B5、B7、B8型起动变扭器，以及B4、B9、B10型运转变扭器。

### 转向架

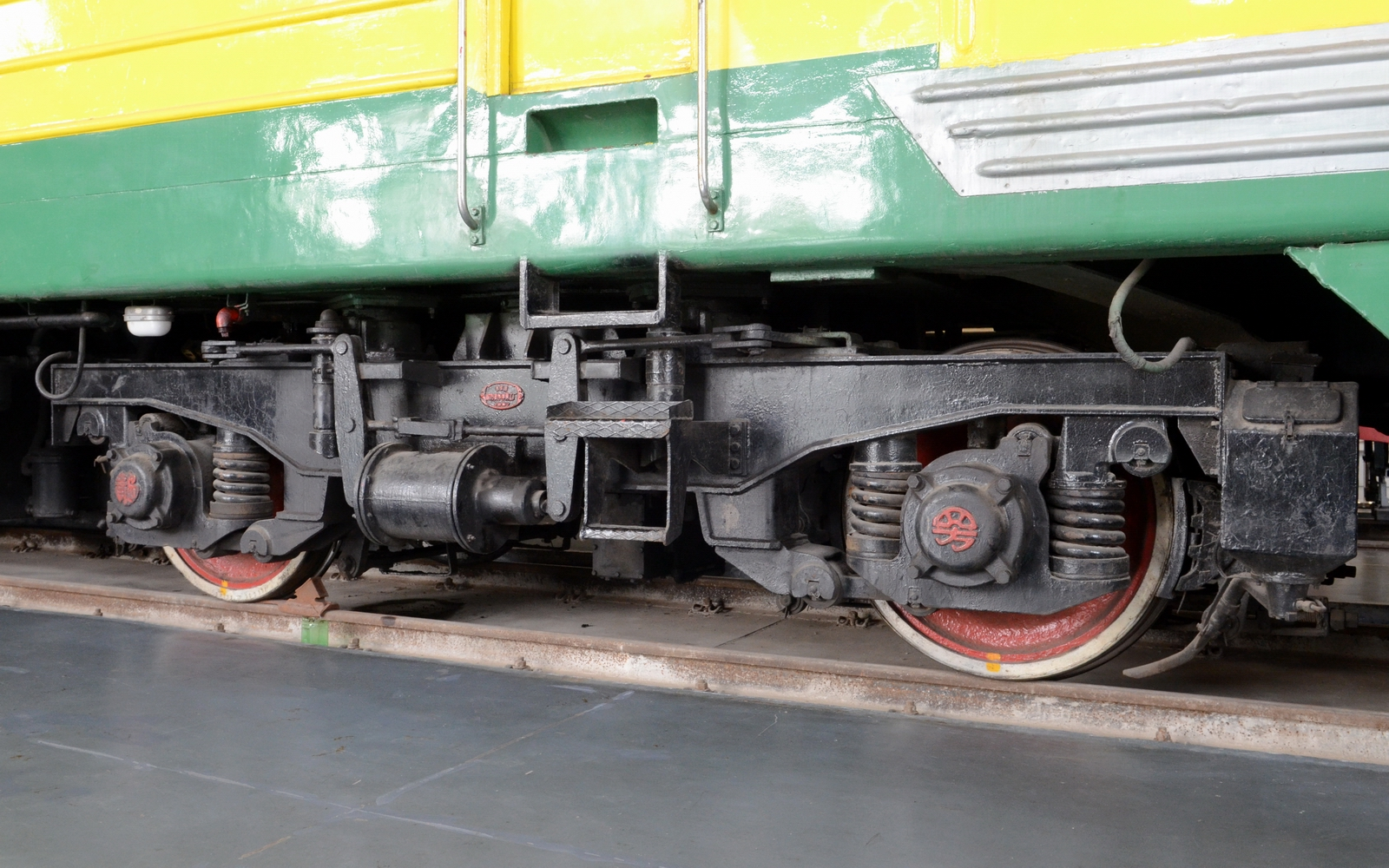
东方红1型机车的转向架

机车走行部为两台二轴转向架。转向架构架采用H字形的钢板焊接结构。车轴轴箱采用双拉杆定位结构，轴箱通过装有橡胶关节元件的上、下轴箱拉杆与构架相连接，实现轴箱相对于构架的横向和纵向定位。轴箱内装有两列滚柱轴承。转向架构架侧梁上设有滚柱式弹性旁承装置，车体全部重量通过八个旁承由两台转向架支承，抛弃了传统的摇枕悬挂装置，提高了转向架横向稳定性。
弹簧悬挂装置分为一系和二系悬挂两部分。一系悬挂为轴箱与构架之间的轴箱圆弹簧。二系悬挂为置于旁承之下的四组圆弹簧，并车体和构架之间还配有垂向液压减震器。由于转向架中部设有中间齿轮箱，无法设置心盘，因此东方红1型机车采用了由牵引杆、肘形杠杆及侧承装置组成的牵引杆系统来传递牵引力，并形成转向架的假想转动中心。基础制动方式为双侧铸铁闸瓦踏面制动，转向架的每侧车轮各有一个制动缸，分别驱动两侧各自的杠杆传动机构。

### 技术数据
| 车号                   | 4201～4202    | 4203      | 4204         | 4205          | 4206～4214                | 4215～4274                | 4275～4284    | 4285～4305    | 4306          |
| ---------------------- | ------------- | --------- | ------------ | ------------- | ------------------------- | ------------------------- | ------------- | ------------- | ------------- |
| 生产年份               | 1959年—1961年 | 1965年    | 1965年       | 1966年—1968年 | 1966年—1968年             | 1966年—1968年             | 1968年—1973年 | 1968年—1973年 | 1968年—1973年 |
| 用途                   | 干线客运      | 干线客运  | 干线客运     | 干线客运      | 干线客运                  | 干线客运                  | 干线客运      | 干线客运      | 干线客运      |
| UIC轴式                | Bo-Bo         | Bo-Bo     | Bo-Bo        | Bo-Bo         | Bo-Bo                     | Bo-Bo                     | Bo-Bo         | Bo-Bo         | Bo-Bo         |
| 轨距（毫米）           | 1,435         | 1,435     | 1,435        | 1,435         | 1,435                     | 1,435                     | 1,435         | 1,435         | 1,435         |
| 轮径（毫米）           | 1,050         | 1,050     | 1,050        | 1,050         | 1,050                     | 1,050                     | 1,050         | 1,050         | 1,050         |
| 轴重（吨）             | 21            | 21        | 21           | 21            | 21                        | 21                        | 21            | 21            | 21            |
| 整备重量（吨）         | 84            | 84        | 84           | 84            | 84                        | 84                        | 84            | 84            | 84            |
| 轴距（毫米）           | 3,100         | 3,100     | 3,100        | 3,100         | 3,100                     | 3,100                     | 3,100         | 3,100         | 3,100         |
| 通过最小曲线半径（米） | 145           | 145       | 145          | 145           | 145                       | 145                       | 145           | 145           | 145           |
| 转向架中心距（毫米）   | 9,800         | 9,800     | 9,800        | 9,500         | 9,500                     | 9,500                     | 9,500         | 9,500         | 9,500         |
| 车钩中心间距（毫米）   | 18,354        | 18,354    | 18,354       | 16,550        | 16,550                    | 16,550                    | 16,550        | 16,550        | 16,550        |
| 车体宽度（毫米）       | 3,104         | 3,104     | 3,104        | 3,105         | 3,105                     | 3,105                     | 3,105         | 3,105         | 3,105         |
| 车体高度（毫米）       | 4,516         | 4,516     | 4,516        | 4,690         | 4,690                     | 4,690                     | 4,690         | 4,690         | 4,690         |
| 柴油机                 | 上柴 12V175Z  | MB 820 Bb | 四方 12V175Z | 四方 12V175Z  | 四方 12V175Z 上柴 12V180Z | 四方 12V175Z 上柴 12V180Z | 四方 12V175ZL | 四方 12V175ZL | 四方12V180ZL  |
| 装车功率（马力）       | 2 × 910       | 2 × 910   | 2 × 910      | 2 × 910       | 2 × 910                   | 2 × 910                   | 2 × 1050      | 2 × 1050      | 2 × 1050      |
| 装车功率（千瓦）       | 2 × 670       | 2 × 670   | 2 × 670      | 2 × 670       | 2 × 670                   | 2 × 670                   | 2 × 770       | 2 × 770       | 2 × 770       |
| 机车标称功率（千瓦）   | 1060          | 1060      | 1060         | 1060          | 1060                      | 1060                      | 1220          | 1220          | 1220          |
| 燃油储备量（吨）       | 5             | 5         | 5            | 4             | 4                         | 4                         | 4             | 4             | 4             |
| 机油储备量（吨）       | 215升         | 215升     | 215升        | 400公斤       | 400公斤                   | 400公斤                   | 400公斤       | 400公斤       | 400公斤       |
| 水储备量（公斤）       | 700           | 700       | 700          | 700           | 700                       | 700                       | 700           | 700           | 700           |
| 传动方式               | 液力传动      | 液力传动  | 液力传动     | 液力传动      | 液力传动                  | 液力传动                  | 液力传动      | 液力传动      | 液力传动      |
| 液力传动箱             | SF3010        | SF3010    | SF3010       | SF3010-1      | SF3010-1                  | SF3010-1                  | SF3010-1      | SF3010-1      | SF3010-1      |
| 传动油储备量（吨）     | 1326升        | 1326升    | 1326升       | 700公斤       | 700公斤                   | 700公斤                   | 700公斤       | 700公斤       | 700公斤       |
| 起动变扭器             | B3            | B5        | B5           | B5            | B7                        | B7                        | B7            | B8            | B8            |
| 运转变扭器             | B4            | B4        | B4           | B4            | B4                        | B9                        | B9            | B10           | B10           |
| 构造速度（公里/小时）  | 140           | 140       | 140          | 140           | 140                       | 140                       | 120           | 120           | 120           |
| 持续速度（公里/小时）  | 25            | 25        | 25           | 20            | 20                        | 20                        | 19.5          | 19.5          | 19.5          |
| 起动牵引力（千牛）     | 271           | 271       | 271          | 250           | 250                       | 250                       | 270           | 270           | 270           |
| 持续牵引力（千牛）     | 137           | 137       | 137          | 140           | 140                       | 140                       | 167           | 167           | 167           |

## 重大事故
- 1976年7月28日凌晨3时14分，锦州铁路局锦州铁路分局山海关机务段的东方红1型内燃机车，双机重联牵引由齐齐哈尔站开往北京站的40次特快旅客列车，当列车运行至七滦铁路唐坊站至胥各庄站间上行线K248＋550处（距离唐山市约15公里），震度达7.8级的唐山大地震突然来袭，强烈震动和路基变形使正在行驶中的40次列车脱轨，造成一辆行李车颠覆、七辆客车脱轨，所幸没有人员伤亡。其中一台机车因燃油泄漏而起火，列车长立即组织旅客进行灭火，在共同努力下成功将火扑灭。车上800多名旅客和47名乘务人员在荒野被困三天之后安全撤离[14]。
- 1976年7月27日23时44分，锦州铁路局锦州铁路分局山海关机务段的东方红1型内燃机车，双机重联牵引由北京站开往大连站的129次直快旅客列车从北京站正点出发，次日7月28日凌晨3时41分，当列车以93千米/小时的速度运行至七滦铁路古冶站前时，火车司机发现车头前方地平线突然出现大面积蓝色闪光，并在夜空中留下三朵蘑菇状烟雾，立即意识到这是地光，判定地震即将来临，随即对列车施行紧急制动，在制动过程中唐山大地震发生，所幸当时车速经过紧急制动已经降至很低，最终列车在一处被地震震断的铁路桥前100米处停了下来，没有造成人员伤亡，这也是129次直快旅客列车继1975年2月4日经历过海城大地震后第二次经历地震[15]。
- 1982年5月28日16时5分，锦州铁路局锦州铁路分局山海关机务段的东方红1型内燃机车，双机重联牵引由济南站开往佳木斯站的193次直通旅客快车，当列车行驶至沈山铁路兴隆店站（距离沈阳43公里）时，发生列车顛覆重大事故，造成2台机车、7辆客车脱轨顛覆，当场死亡3人、重伤20人、轻伤127人；东方红1型内燃机车报废1台、大破1台；客车报废4辆、大破3辆、小破2辆、守车报废1辆，破坏线路600米、道岔两组、各种轨枕666根，报废电动转撤机3台、调车信号机3架，沈山铁路下行中断行车19小时45分，直接经济损失171万余元人民币。这次事故的直接原因是锦州铁路局大虎山工务段兴隆店养路工区工人在该处做无縫线路修补作业时，违反劳动纪律和操作规程，擅自将起道机立放在钢轨内侧后撤离岗位，到距离作业地点五米远的道口看守房去吃冰棍，当193次直通旅客快车通過时撞上起道机，导致列车脱轨颠覆[16][17][18]。

## 车辆保存
- 东方红1型4290号机车：于1971年6月出厂，随后配属锦州铁路局山海关机务段，投入津山铁路、沈山铁路运用。1980年代末转配属通化机务段，至1993年又调至通辽机务段，1996年根据铁道部电报退役。退役后不久又被调至沈阳铁路局苏家屯车辆段作段内调车机车使用，至2000年代初停用报废。2005年7月，辽宁一位铁路爱好者去信铁道部反映这台机车境况堪忧、面临拆解，建议铁道部有关部门对这两台机车给予妥善保护，并送交中国铁道博物馆收藏。2006月4月，经过铁道部运输局、中国铁道博物馆、沈阳铁路局合作对机车进行整修后，这台机车终于恢复了原来的面貌[19]。2007年12月15日，东方红1型4290号机车从沈阳运抵北京，成为中国铁道博物馆机车车辆展厅的永久藏品，经鉴定后被评定为国家一级文物[20]。
- 东方红1型4222号机车：曾经配属山海关机务段，于2009年开始在沈阳铁路陈列馆展出。

## 参看
- 东风型柴油动车组
- 红星型柴油机车
- 飞龙型柴油机车
- 建设型柴油机车
- 先行型柴油机车
- 东风型内燃机车
- 东方红3型内燃机车
- DFH系列柴油机车
- 德国联邦铁路V200.0型柴油机车